# 27. březen
27. březen je 86. den roku podle gregoriánského kalendáře (87. v přestupném roce). Do konce roku zbývá 279 dní. Svátek má Dita.

## Události

### Česko
- 1357 – Za účasti císaře a krále Karla IV. byl slavnostně otevřen hrad Karlštejn. Stavba trvala pouhých 9 let, základní kámen byl položen 10. června 1348
- 1849 – Vydáno guberniální nařízení, které rozložilo všechny zdravotnické náklady na všechny přímé daně jednotlivých okresů.[1]
- 1874 – Velmi úspěšná premiéra Smetanovy opery Dvě vdovy, ale kritika opět diskutovala o „wagnerismu“ této opery a po slibném rozběhu reprízy vázly.
- 1907 – První českomoravská strojírna a Ringhofferova strojírna podepsaly smlouvu o založení společné továrny na výrobu automobilů. Po rozchodu partnerů v prosinci 1908 se stala automobilka, postavená v sousedství První českomoravské strojírny, jejím majetkem.
- 1929 – Z KSČ na protest proti jejímu vedení vystoupily významné kulturní a umělecké osobnosti, např. Stanislav Kostka Neumann, Ivan Olbracht, Marie Majerová, Jaroslav Seifert a další. Šlo o tzv. Manifest sedmi. Většina z nich se později do KSČ vrátila.
- 1932 – Slavnostní otevření Dannerova stadionu dnes známého jako Ďolíček.
- 1960 – Byla namíchána první Kofola. Za první domácí nápoj kolového typu na československém trhu byl odpovědný tým z výzkumného ústavu přírodních léčiv v Praze pod vedením Zdeňka Blažka.
- 1963 – Marta Kubišová natáčí svou první píseň. Skladatel Harry Macourek a textař Jiří Štaidl napsali píseň Neotočím večer vypínačem pro divadelní představení pardubického divadla Stop. Píseň se také stala jejím prvním studiovým snímkem. Natočila ho ve studiu Pouchov Československého rozhlasu v Hradci Králové.
- 1991 – Miloslav Vlk je jmenován pražským arcibiskupem
- 1994 – V pražském Žižkovském divadle proběhla premiéra hry Divadla Járy Cimrmana - Záskok.
- 1996 – Britská královna Alžběta II. přicestovala do České republiky se svým manželem Princem Filipem, vévodou z Edinburghu. Byla to první návštěva britského monarchy do zemí koruny české.
- 1999 – Herečka Jiřina Jirásková získala Cenu Thálie za celoživotní herecké mistrovství.
- 2001 – Do čela Akademie věd České republiky byla zvolena první žena, bioložka Helena Illnerová

### Svět
- 0196 př. n. l. – Faraón Ptolemaios V. Epifanés usedl na egyptský trůn
- 1188 – Fridrich I. Barbarossa oficiálně přebírá křižácký závazek v Mohuči a povede 3. křížovou výpravu
- 1309 – 195. Papež Klement V. vyhlásil exkomunikaci a vyloučení celého Benátského státu z církve, jakož i jakýkoliv obchodní styk za to, že obsadil Ferraru, papežské lenní panství
- 1329 – 196. Papež Jan XXII. vydal In Agro Dominico odsuzující psaní Mistra Eckharta jako kacířské
- 1513 – Španělský cestovatel Juan Ponce de León doplul na severní okraj Baham na své první cestě na Floridu
- 1536 – Švýcarští protestanti ze Štrasburku a Kostnice podepsali První Helvetské vyznání. To je první významný dokument, ustanovující hlavní náboženský proud švýcarské protestantské církve
- 1599 – Robert Devereux II. se stal generálem Irska
- 1625 – Po smrti svého otce Jakuba I. nastoupil na anglický trůn Karel I. z rodu Stuartovců. Rovněž se prohlásil za krále Francie
- 1668 – Anglický král Charles II. věnuje Bombaj Východoindické společnosti
- 1708 – Anglický podvodník, vydávající se za krále Jakuba III., prchnul do Dunkerku
- 1709 – Hráz v holandském Hardinxveldu se prolomila, Alblasserwaard je pod vodou.
- 1721 – Francie a Španělsko podepisují Madridskou dohodu
- 1775 – Americký Kontinentální kongres zvolil budoucího prezidenta Thomase Jeffersona za svého člena na druhý termín
- 1782 – Charles Watson-Wentworth, druhý markýz z Rockinghamu se stal premiérem Spojeného království
- 1790 – Boty se poprvé zavazují tkaničkami - Angličan Harvey Kennedy si to nechal patentovat.
- 1794
  - Americký kongres autorizuje prezidenta George Washingtona aby vyzbrojil lodě. Prezident zakládá americké námořnictvo v počtu šesti fregat.
  - Dánsko a Švédsko utvořili v Kodani neutrální spolek.
- 1802 – Napoleon uzavírá mír v Amiensu, tím skončila francouzská revoluční válka
- 1808 – Premiéra oratoria Josepha Haydna Stvoření ve Vídni
- 1871 – Uskutečnil se historicky první mezinárodní zápas v ragby, ve kterém Skotsko porazilo 1:0 Anglii.
- 1880 – První den prodáno 50 000 vydání Zolova románu Nana.
- 1941 – Začala námořní bitva u Matapanu, ve které se střetla flota Itálie se svazy lodí Velké Británie a Austrálie.
- 1958 – Nikita Chruščov se stává premiérem SSSR, ale současně si ponechává funkci prvního tajemníka KSSS.
- 1964 – Aljašku zhruba v půl šesté odpoledne tamního času postihlo jedno z nejsilnějších zemětřesení od roku 1900. Mělo intenzitu 9,2 stupně Richterovy škály. Ve 20. století silnější zemětřesení bylo zaznamenáno v roce 1960, které postihlo Chile, dosáhlo 9,5 stupně.
- 1977 – Letecké neštěstí na Tenerife, největší letecká nehoda v dějinách (nepočítaje Teroristické útoky 11. září 2001).
- 1994 – V italských parlamentních volbách zvítězil blok pravicových stran v čele se stranou Forza ltalia.
- 1996 – únos trapistických mnichů z kláštera v Tibhirine v Alžírsku
- 1998 – Americký úřad pro výživu a léky (FDA) schválil distribuci tablet proti mužské impotenci s názvem Viagra.
- 2020 – Severní Makedonie se stala členem NATO.

## Narození

### Česko

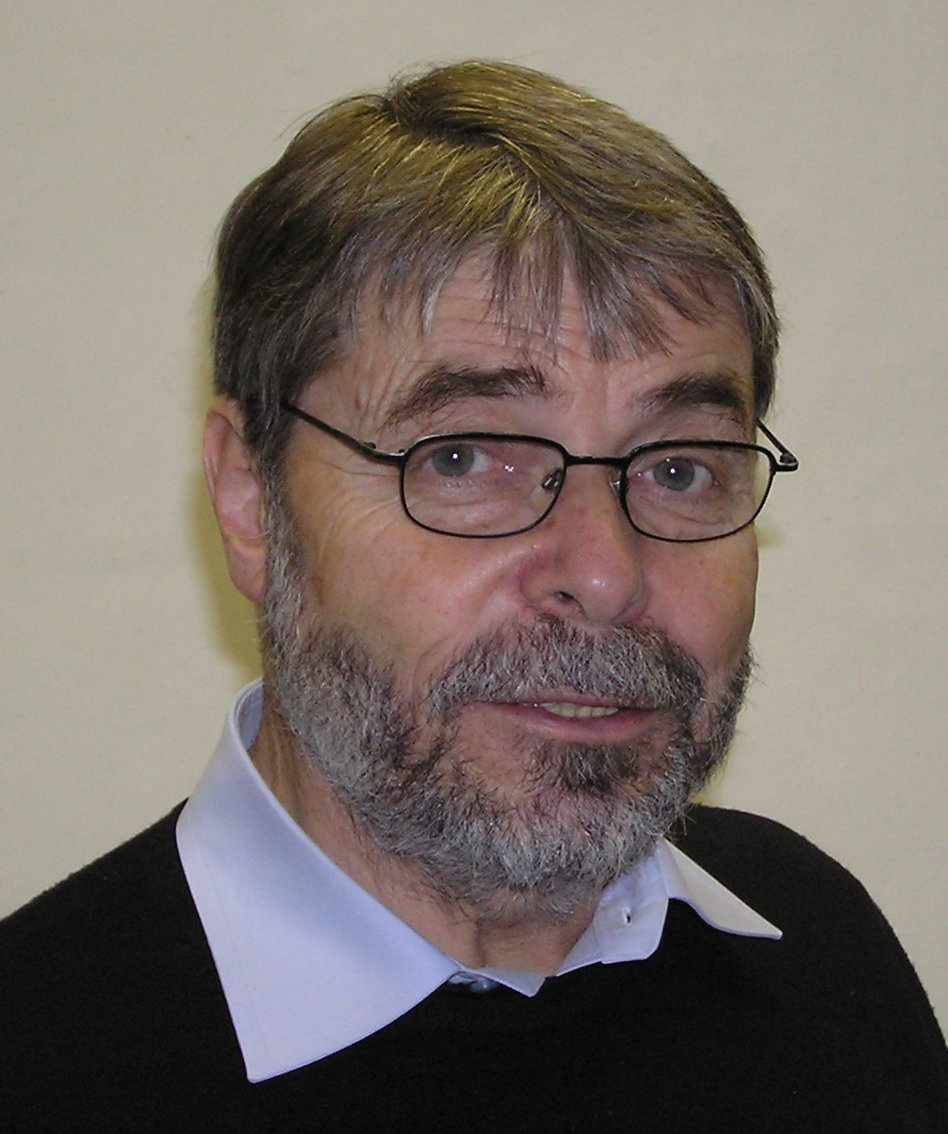
Radim Uzel (* 1940)

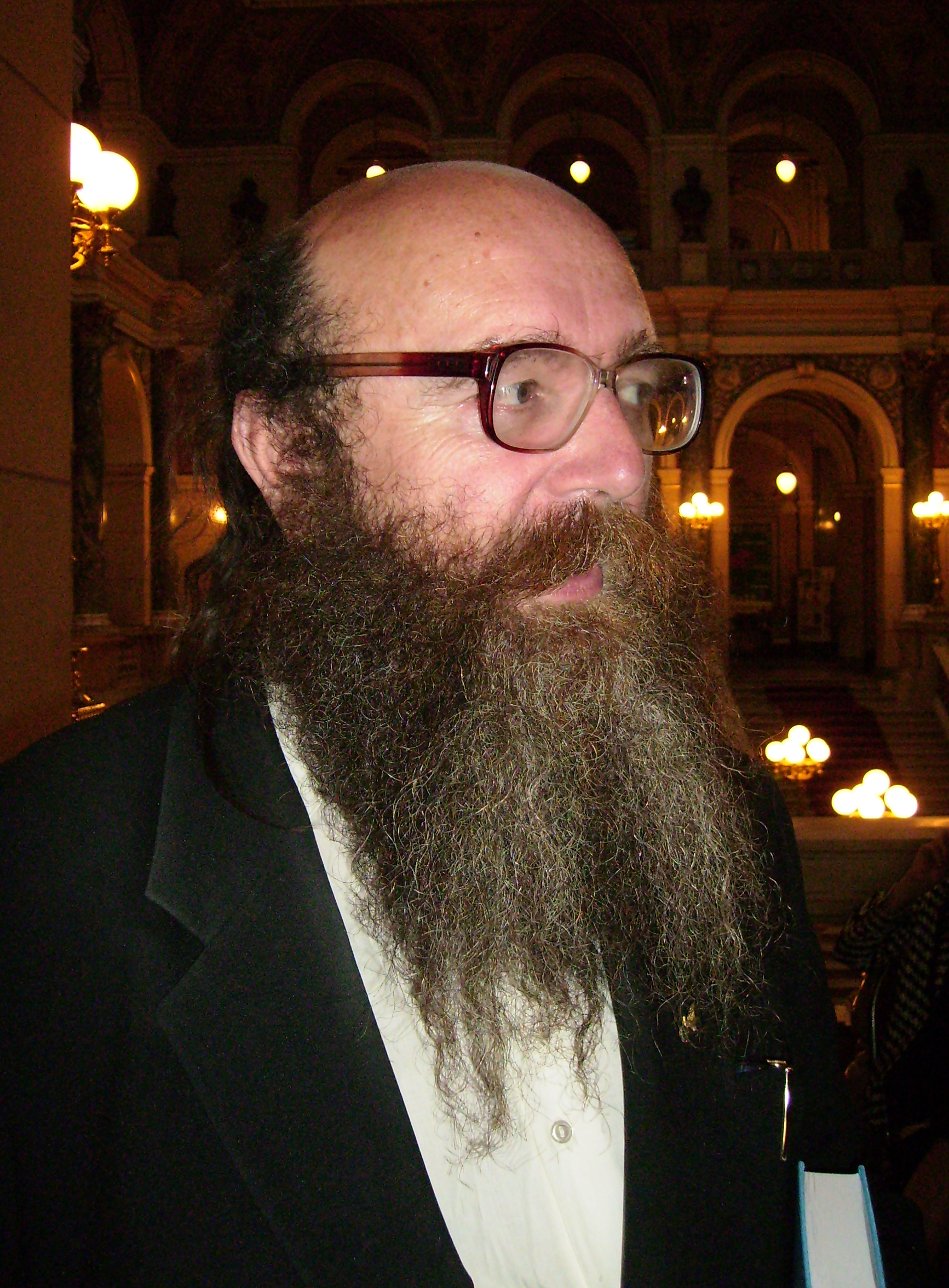
Martin Petiška (* 1951)

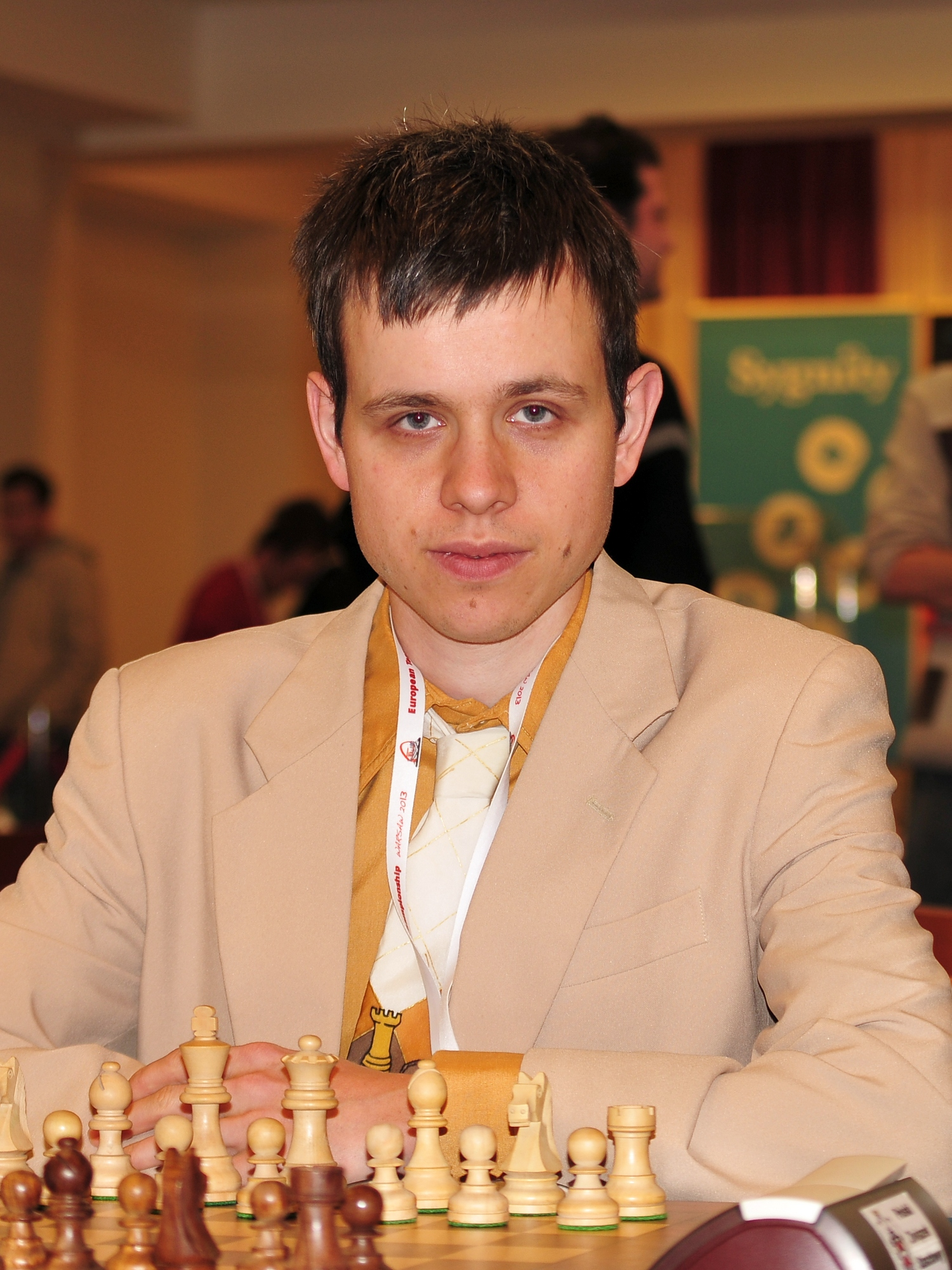
David Navara (* 1985)

- 1323 – Anna Lucemburská, dcera Jana Lucemburského a Elišky Přemyslovny, rakouská, štýrská a korutanská vévodkyně († 3. září 1338)
- 1695 nebo 1696 – Jan Rudolf Špork, pomocný biskup pražský, sběratel a kreslíř († 21. ledna 1759)
- 1730 – Johann Josef Leitenberger, podnikatel německého původu působící především v textilním oboru († 30. května 1802)
- 1761 – Ondřej Kusý, tenorista, violoncellista a skladatel († 29. prosince 1806)
- 1815 – Josef Walter, pedagog († 16. června 1890)
- 1832 – Jan Balcar, náboženský myslitel († 25. listopadu 1888)
- 1835 – Jan Rechner, pražský zlatník, klenotník a hodinář († 5. března 1892)
- 1849 – František Adolf Šubert, dramatik, ředitel Národního divadla († 8. září 1915)
- 1861 – František Faktor, chemik a cestovatel († 23. října 1911)
- 1865
  - Františka Kyselková, sběratelka lidových písní († 23. července 1951)
  - Jaroslav Václav Vacek, kněz, hudební skladatel a spisovatel († 19. června 1935)
- 1866 – Jaroslav Šafařovič, ředitel Národního divadla v Praze († 13. července 1937)
- 1868 – Františka Kolaříková, politička a poslankyně († ?)
- 1871 – Ján Brežný, politik († 25. prosince 1939)
- 1872 – Richard Fischer, politik († 4. února 1954)
- 1873 – Vojtěch Hybášek, kněz, hudebník, propagátor české hudby a spisovatel († 28. listopadu 1947)
- 1874 – Jan Buzek, československý politik polské národnosti († 24. listopadu 1940)
- 1875
  - Bohumil Schweigstill, pedagog a autor loutkových her († 3. prosince 1964)
  - Johann Tschapek, československý politik německé národnosti († 23. prosince 1930)
- 1877 – Josef Drahoňovský, český sochař († 20. července 1938)
- 1883 – Jan Kunc, hudební skladatel a pedagog († 11. září 1976)
- 1896 – Vilém Stanovský, divizní generál čs. letectva, oběť komunismu († 14. července 1972)
- 1899 – Josef Polášek, architekt († 20. prosince 1946)
- 1904 – Adolf Kellner, dialektolog, bohemista a romanista († 31. května 1953)
- 1910 – Ladislav Vachulka, varhaník, cembalista († 14. dubna 1986)
- 1917 – Vladimír Nedvěd, vojenský letec († 31. října 2012)
- 1919 – František Miroslav Doubrava, herec († 28. prosince 2003)
- 1921 – Stanislav Libenský, sklářský výtvarník, sochař a pedagog († 24. února 2002)
- 1922 – Josef Smolík, evangelický teolog († 4. února 2009)
- 1924 – Jiří V. Svoboda, překladatel a básník († 13. února 1981)
- 1926 – Jaroslava Skleničková, pamětnice vyhlazení Lidic a spisovatelka († 27. září 2024)
- 1927 – Jiří Horčička, rozhlasový režisér († 27. března 2007)
- 1928 – Antonín Tučapský, hudební skladatel, dirigent a pedagog († 9. září 2014)
- 1930 – Jiřina Štěpánová, basketbalistka
- 1940 – Radim Uzel, lékař-sexuolog († 2. května 2022)
- 1944
  - Heda Bartíková, redaktorka, novinářka a spisovatelka
  - Josef Ullmann, architekt a politik
- 1946 – František Panchártek, hokejový reprezentant
- 1948 – Ladislav Tichý, římskokatolický teolog
- 1951
  - Martin Petiška, spisovatel, básník, dramatik a vydavatel
  - Jiří Vejvoda, rozhlasový a televizní autor
  - Jan Urban, novinář, pedagog, disident
- 1952 – Eva Hrušková, herečka
- 1956
  - Zdeněk Palusga, herec
  - Jiří Škoda, cyklista, bronzová medaile na OH 1980
  - Markéta Fialková, disidentka a diplomatka († 23. srpna 2011)
- 1957 – Tomáš Hanák, herec a moderátor
- 1959 – Michaela Fukačová, violoncellistka
- 1960 – Renata Vesecká, právnička, bývalá nejvyšší státní zástupkyně ČR
- 1964 – Vladimír Drápal (galerista), vydavatel, občanský aktivista
- 1980 – Michaela Paštiková, tenistka
- 1982 – Radoslav Banga, známý jako Gipsy, rapper, zpěvák, textař a hudebník
- 1985 – David Navara, šachový velmistr

### Svět

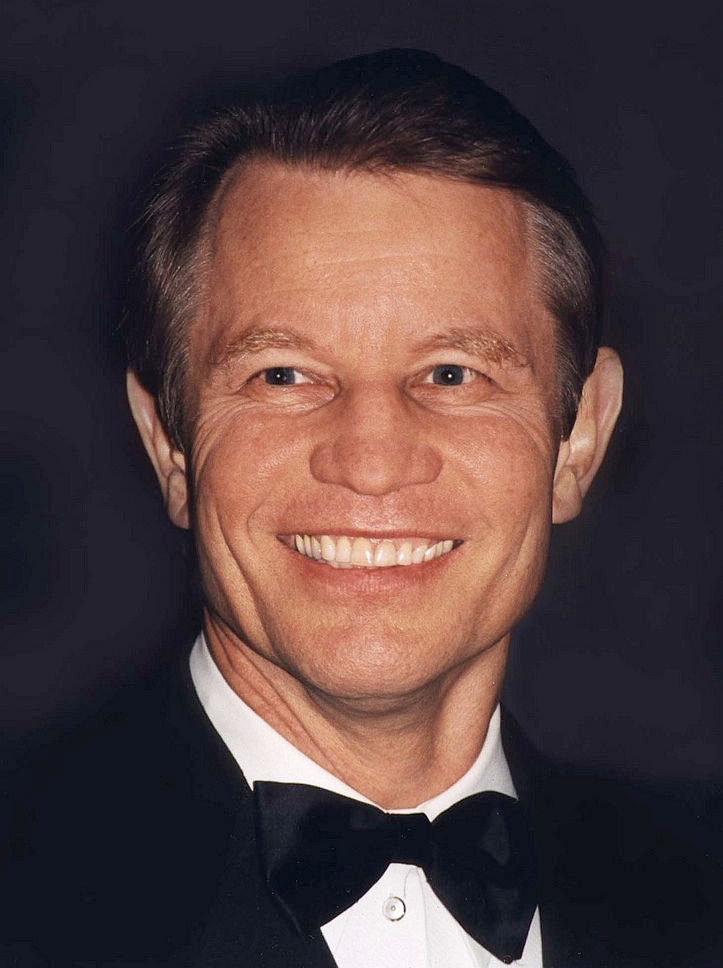
Michael York (* 1942)

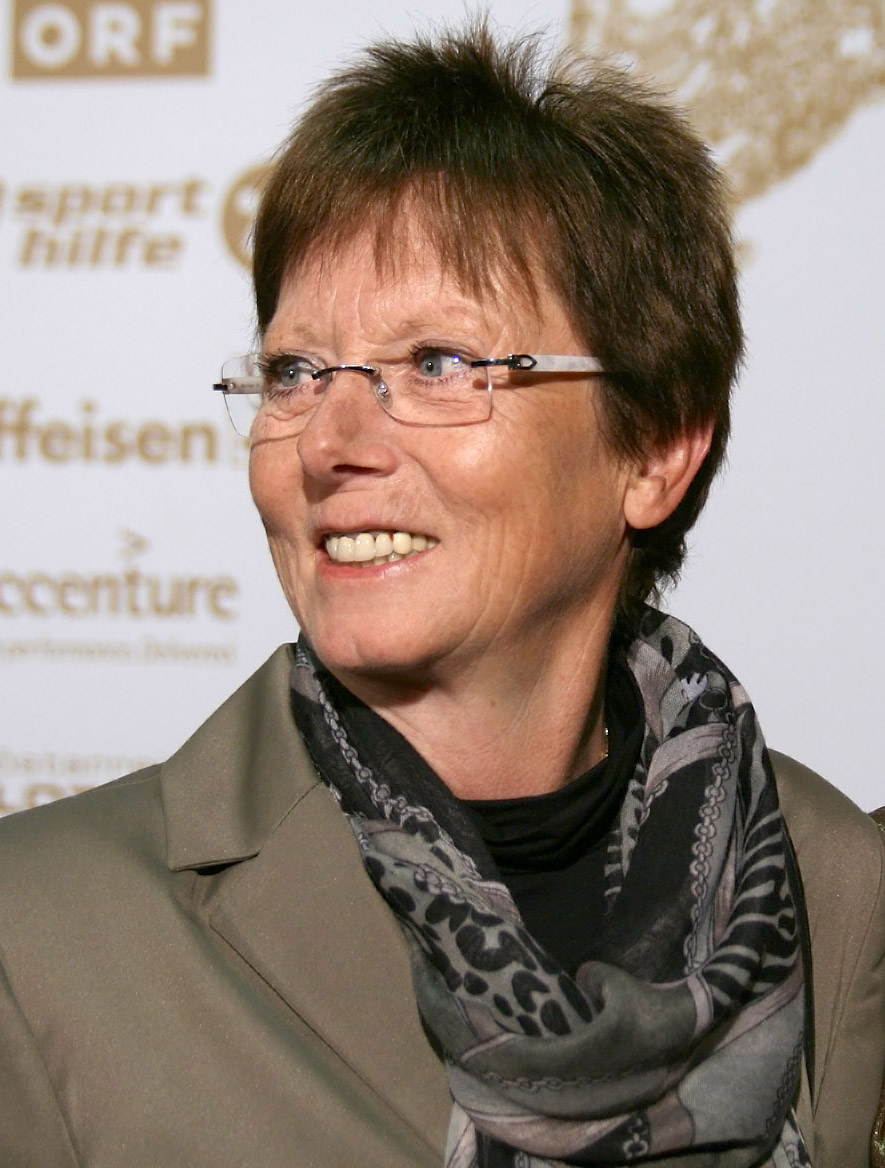
Annemarie Moserová-Pröllová (* 1953)

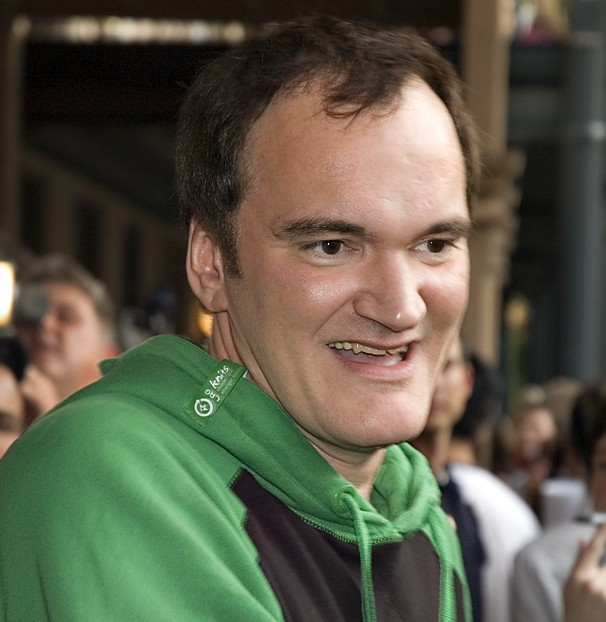
Quentin Tarantino (* 1963)

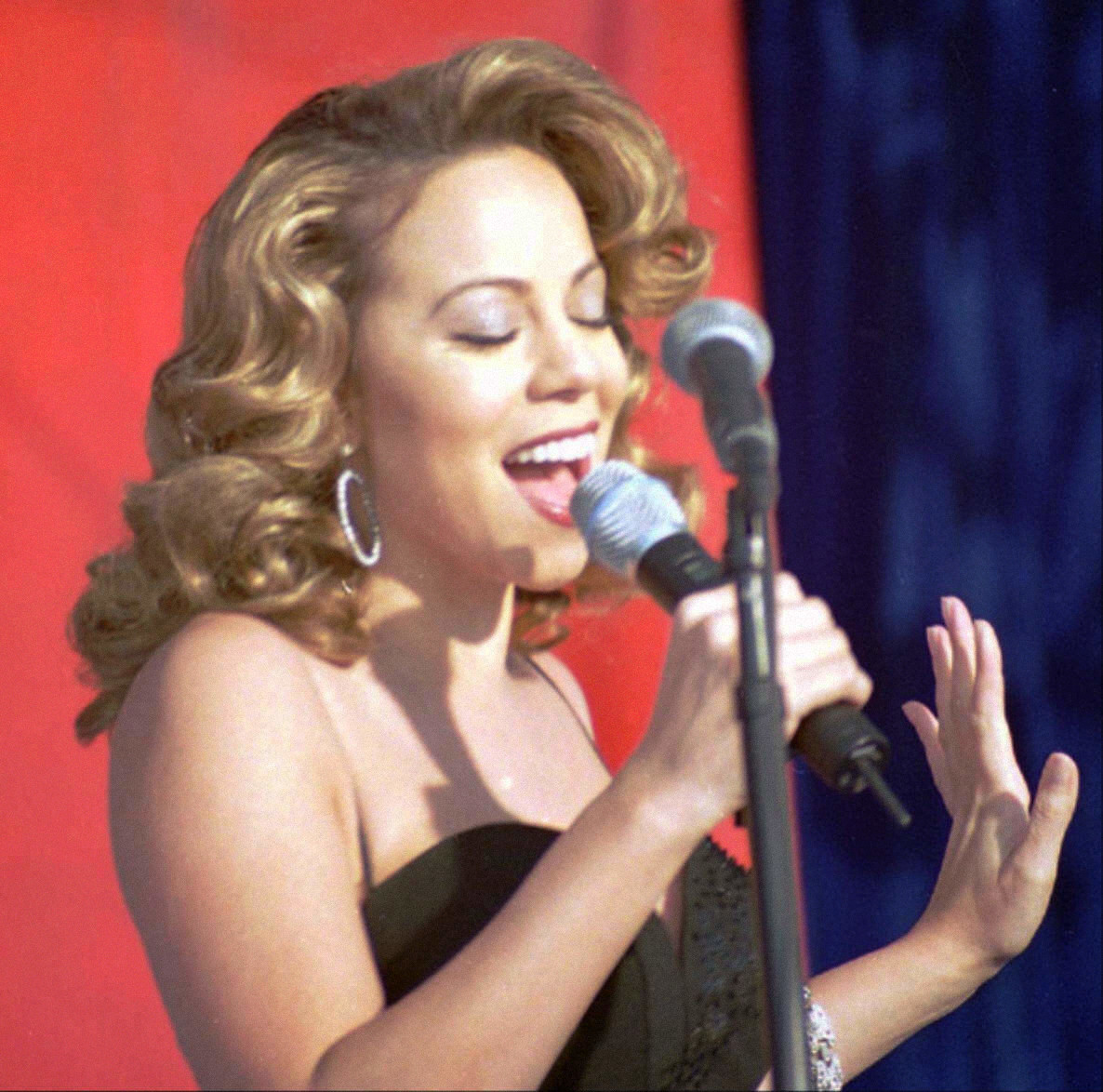
Mariah Carey (* 1969)

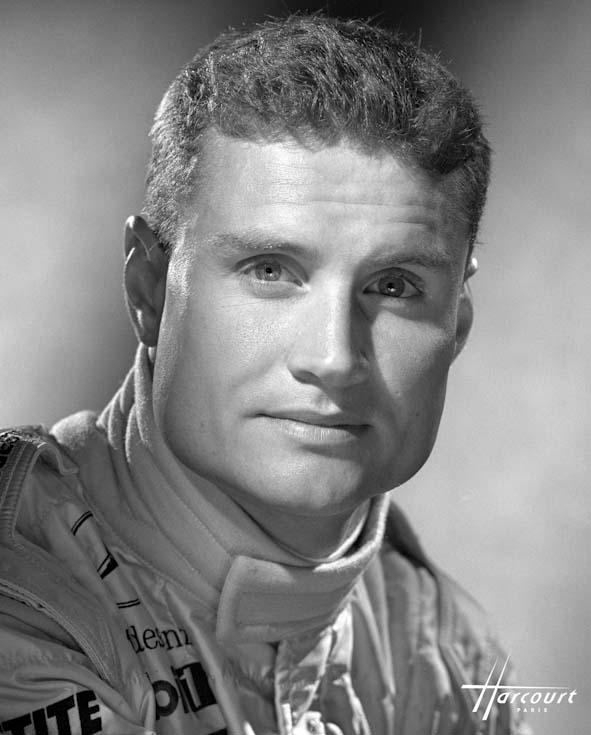
David Coulthard (* 1971)

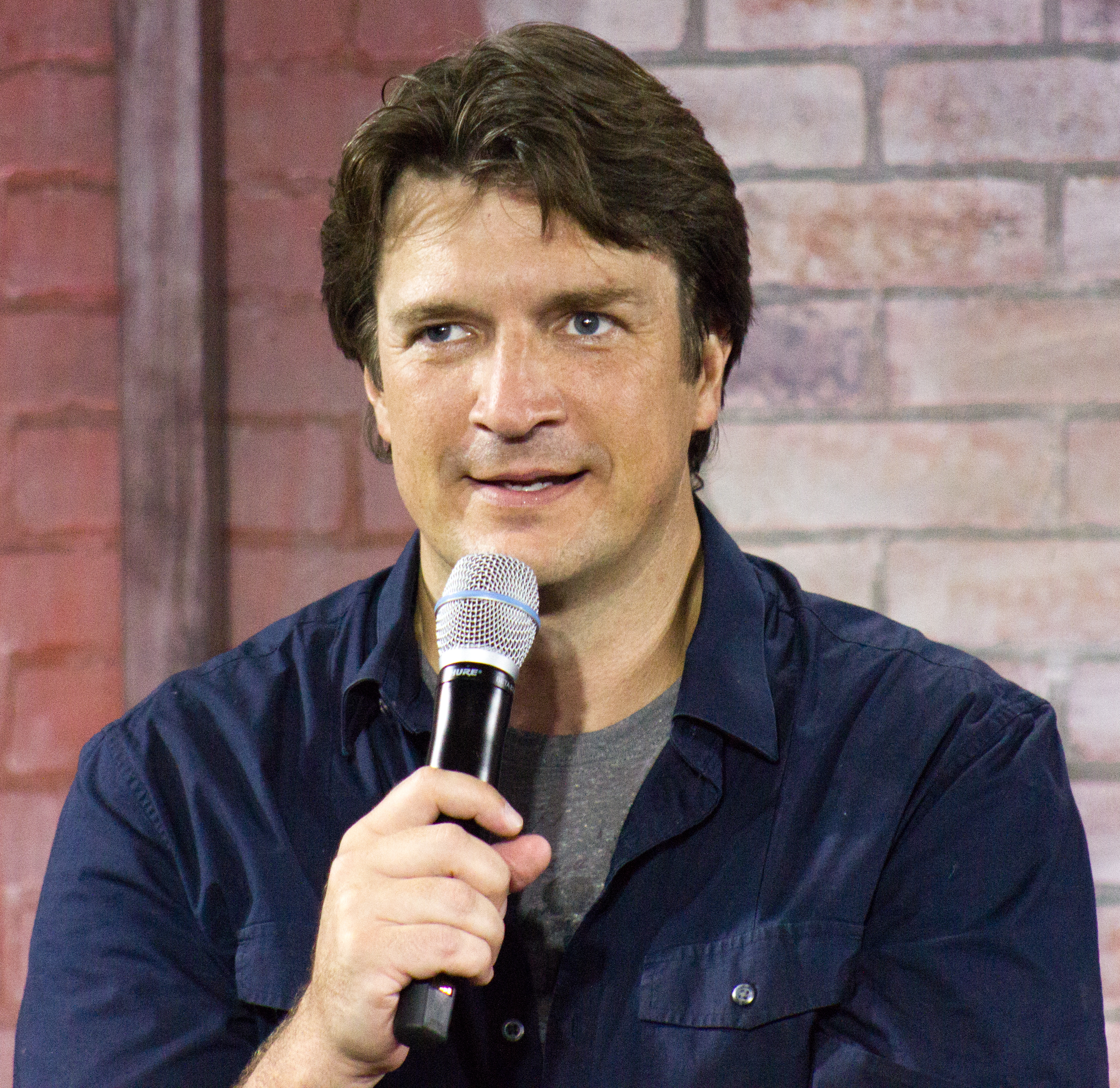
Nathan Fillion (* 1971)

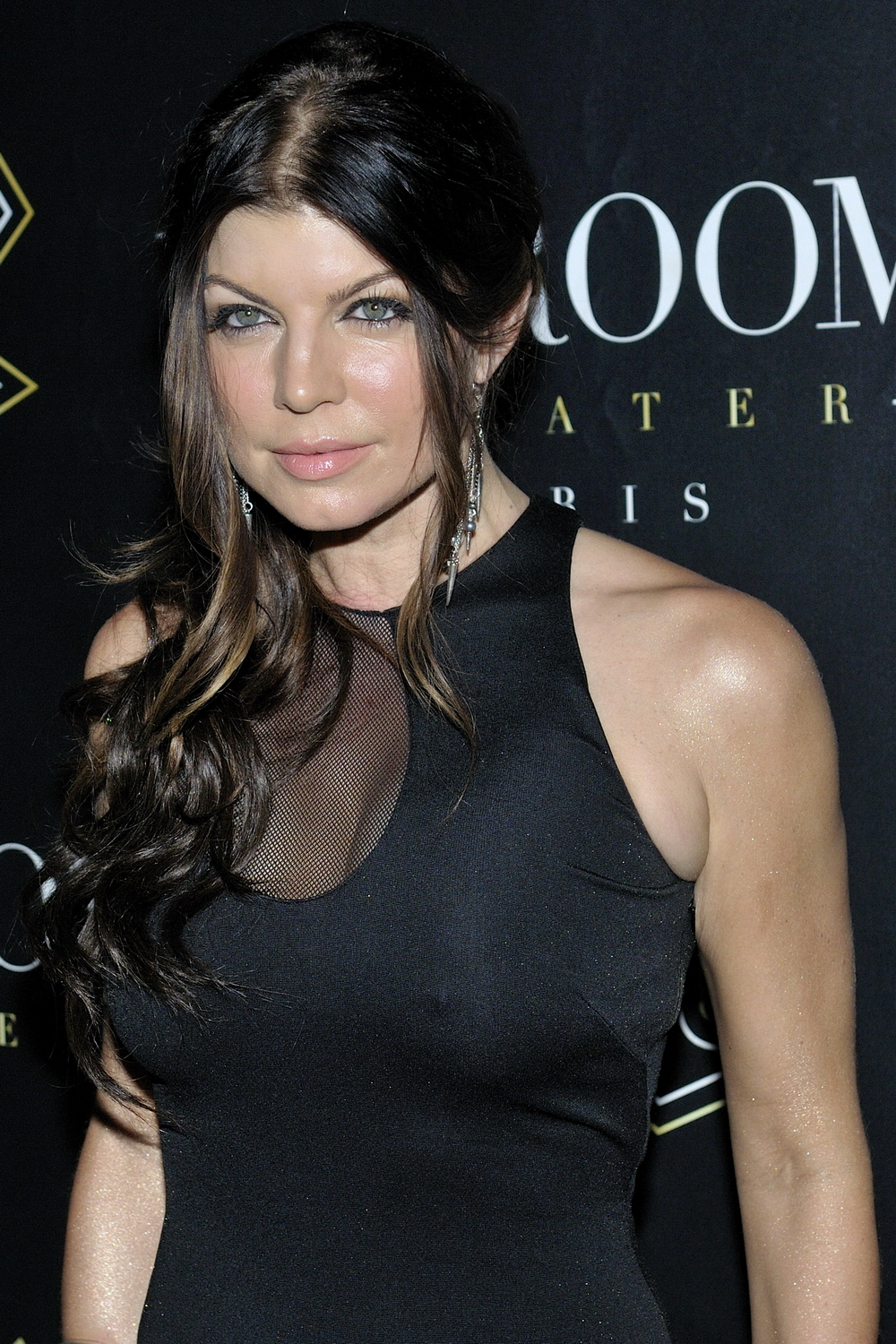
Fergie (* 1975)

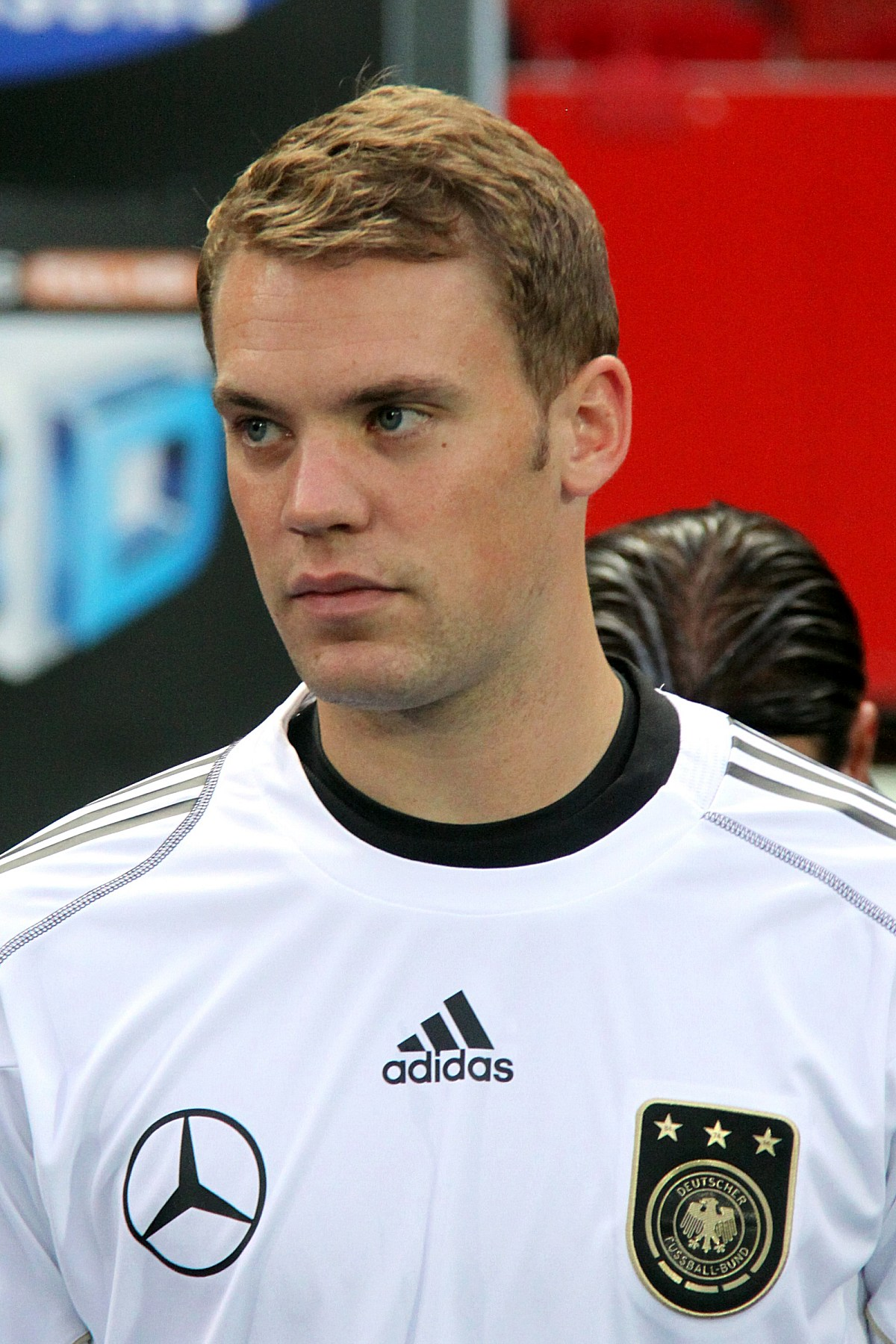
Manuel Neuer (* 1986)

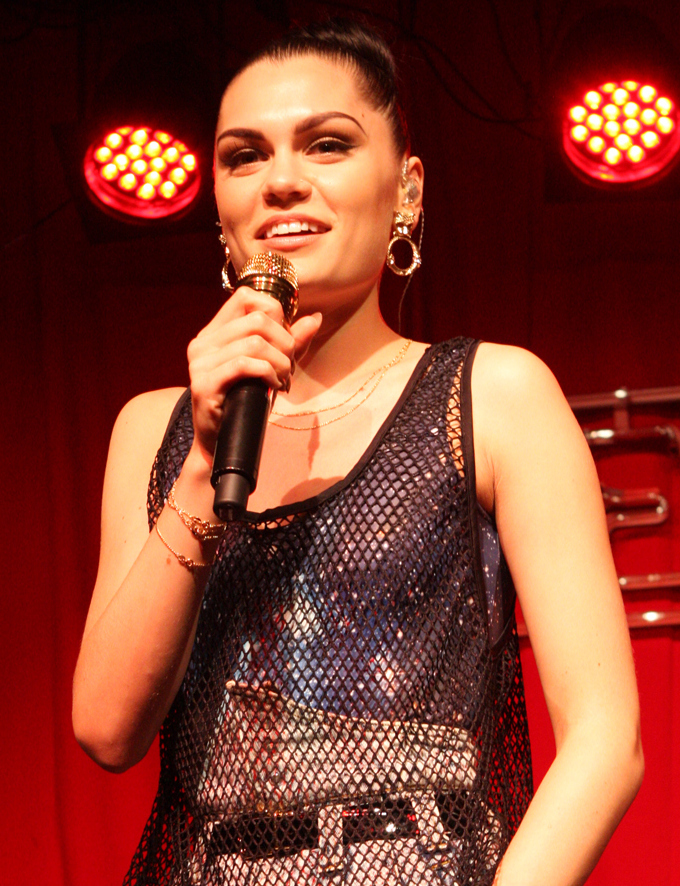
Jessie J (* 1988)

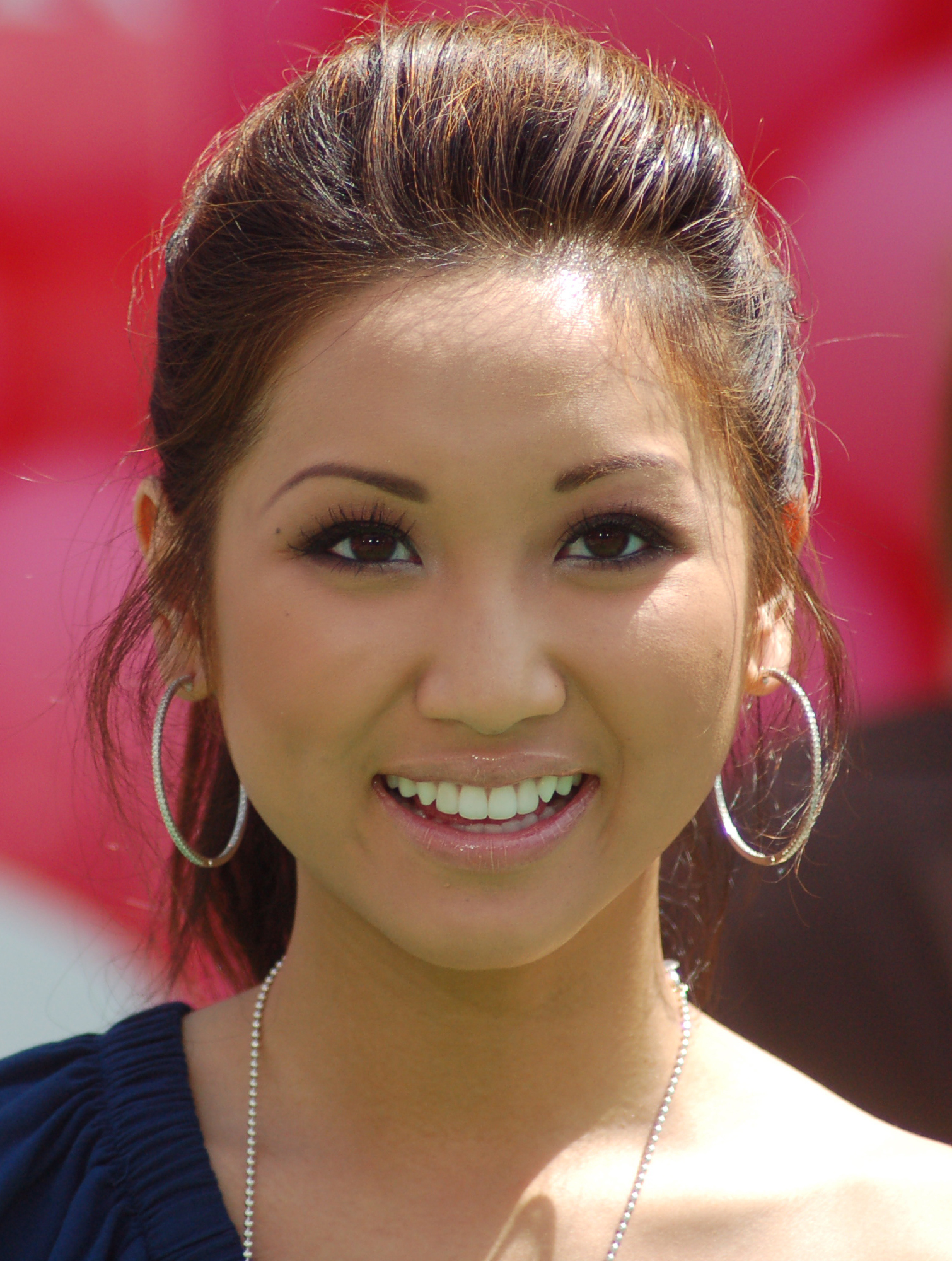
Brenda Song (* 1988)

- 1196 – Svjatoslav Vsevolodovič, kníže novgorodský, jurjevský a vladimirsko-suzdalský († 3. února 1252)
- 1401 – Albrecht III. Bavorský, bavorsko-mnichovský vévoda († 29. února 1460)
- 1665 – Pietro Pariati, italský básník a operní libretista († 14. října 1733)
- 1668 – Cornelio Bentivoglio, italský kardinál († 30. prosince 1732)
- 1676
  - František II. Rákóczi, sedmihradský kníže, vůdce neúspěšného protihabsburského uherského povstání († 8. dubna 1735)
  - Maria Clara Eimmart, německá astronomka a ilustrátorka († 29. října 1707)
- 1679 – Domenico Lalli, italský básník a operní libretista († 9. října 1741)
- 1744 – Alexej Ivanovič Musin-Puškin, ruský šlechtic, historik a sběratel umění († 13. února 1817)
- 1765 – Franz von Baader, německý lékař, filosof a teolog († 23. května 1841)
- 1768 – Joseph Schreyvogel, rakouský spisovatel († 28. července 1832)
- 1784 – Sándor Kőrösi Csoma, maďarský filolog a orientalista († 11. dubna 1842)
- 1785 – Ludvík XVII., francouzský následník trůnu († 8. června 1795)
- 1787 – Pierre Antoine Delalande, francouzský přírodovědec a cestovatel († 27. června 1823)
- 1797 – Alfred de Vigny, francouzský spisovatel, básník a dramatik († 17. září 1863)
- 1801 – Josef Kalchegger von Kalchberg, ministr obchodu Rakouského císařství († 27. dubna 1882)
- 1802 – Félix-Jacques Moulin, francouzský fotograf († 12. prosince 1875)
- 1807 – Bernhard Grueber, německý architekt, první profesor architektury na AVU v Praze a historik umění († 12. října 1882)
- 1809 – Baron Haussmann, francouzský městský architekt a pařížský prefekt († 11. ledna 1891)
- 1817 – Karl Wilhelm von Nägeli, švýcarský botanik († 11. května 1891)
- 1822 – Henri Murger, francouzský spisovatel († 28. ledna 1861)
- 1832 – William Quiller Orchardson, skotský malíř († 13. dubna 1910)
- 1845 – Wilhelm Conrad Röntgen německý fyzik, nositel první Nobelovy ceny za fyziku (1901) († 10. února 1923)
- 1847 – Otto Wallach, německý chemik, držitel Nobelovy cenu za chemii († 26. února 1931)
- 1851
  - Ruperto Chapí, španělský hudební skladatel († 25. března 1909)
  - Vincent d'Indy, francouzský hudební skladatel († 2. prosince 1931)
- 1857 – Karl Pearson, anglický matematik a filozof († 27. dubna 1936)
- 1863 – Henry Royce, britský průkopník automobilismu († 22. dubna 1933)
- 1866 – Andon Zako Çajupi, albánský spisovatel († 11. července 1930)
- 1871 – Heinrich Mann, německý spisovatel († 12. březen 1950)
- 1875 – Albert Marquet, francouzský malíř († 14. července 1947)
- 1879
  - Edward Steichen, americký fotograf a malíř († 25. března 1973)
  - Sándor Garbai, prezident komunistické Maďarské republiky rad († 7. listopadu 1947)
- 1881 – Arkadij Timofejevič Averčenko, ruský spisovatel († 12. března 1925)
- 1883 – Marie Underová, estonská básnířka († 25. září 1980)
- 1886
  - Ludwig Mies van der Rohe, německý architekt funkcionalismu a mezinárodního slohu († 17. srpen 1969)
  - Sergej Mironovič Kirov, sovětský politik († 1. prosince 1934)
- 1894 – René Fonck, francouzské letecké eso († 18. června 1953)
- 1895 – Erich Abraham, nacistický generál († 7. března 1971)
- 1897
  - Wilhelm Busch, německý evangelický farář a spisovatel († 20. června 1966)
  - Cyril Slater, kanadský hokejový útočník, zlato na OH 1924 († 26. října 1969)
- 1899
  - Rudolf Svensson, švédský zápasník, zlato na OH 1924, 1928 a 1932 († 4. prosince 1978)
  - Gloria Swansonová, americká filmová herečka († 1983)
- 1901
  - Alfred Kärcher, německý inženýr a podnikatel († 17. září 1959)
  - Eisaku Sató, premiér Japonska († 3. června 1975)
- 1902 – Émile Benveniste, francouzský jazykovědec († 3. října 1976)
- 1903 – Kurt Oberhauser, vrchní tajemník pražského gestapa († 18. dubna 1947)
- 1905 – Leroy Carr, americký bluesový zpěvák a klavírista († 29. dubna 1935)
- 1908 – Július Móži, slovenský dirigent a hudební skladatel († 1968)
- 1909
  - Antoni Świadek, polský katolický kněz, mučedník, blahoslavený († 25. ledna 1945)
  - Ben Webster, americký saxofonista († 20. září 1973)
  - Golo Mann, německý historik a esejista († 7. dubna 1994)
- 1910 – Louise Rosskamová, americká fotografka († 1. dubna 2003)
- 1911
  - Alexa Bokšay, ukrajinský fotbalista († 27. srpna 2007)
  - Franc Rozman, slovinský partyzánský velitel († 7. listopadu 1944)
- 1912 – James Callaghan, britský premiér († 26. března 2005)
- 1914 – Budd Schulberg, americký scenárista († 5. srpna 2009)
- 1915 – Eugène Martin, francouzský automobilový závodník († 2006)
- 1917 – Cyrus Vance, americký politik a diplomat († 12. ledna 2002)
- 1921
  - Rudo Moric, slovenský spisovatel († 26. listopadu 1985)
  - Richard Marner, britský herec († 18. března 2004)
  - Héléne Berrová, francouzská spisovatelka († duben 1945)
- 1922 – Alexej Alexejevič Rodionov, ministr zahraničních věcí Ruska († 18. května 2013)
- 1923
  - Šúsaku Endó, japonský náboženský a humoristický spisovatel († 29. září 1996)
  - Inge Morathová, rakouská fotografka († 30. ledna 2002)
- 1924 – Sarah Vaughan, americká jazzová zpěvačka († 3. dubna 1990)
- 1925 – Jozef Nálepka, slovenský partyzán a československý diplomat († 29. září 2014)
- 1927
  - Horst Sachs, německý matematik († 25. dubna 2016)
  - François Furet, francouzský historik († 12. července 1997)
  - Mstislav Rostropovič, ruský violoncellista a dirigent († 27. dubna 2007)
- 1928 – Radomir Konstantinović, srbský spisovatel († 27. října 2011)
- 1929 – Sybil Christopher, velšská herečka († 9. března 2013)
- 1931 – Anton Šulík, slovenský herec († 11. ledna 1999)
- 1937 – Johnny Copeland, americký bluesový kytarista a zpěvák († 3. července 1997)
- 1940 – Janis Martin, americká zpěvačka († 3. září 2007)
- 1941 – Ivan Gašparovič, slovenský politik
- 1942
  - John Sulston, anglický biolog, nositel Nobelovy ceny 2002 († 6. března 2018)
  - Michael York, britský herec
- 1946 – Andy Bown, britský klávesista, člen Status Quo
- 1947 – John Mayhew, bubeník progresivní rockové skupiny Genesis († 26. března 2009)
- 1949 – Dubravka Ugrešićová, chorvatská spisovatelka
- 1950
  - Anton Ondruš, slovenský fotbalista, československý reprezentant
  - Tony Banks, anglický hudebník (skupina Genesis)
- 1951
  - Andrej Kozyrev, první ministr zahraničí Ruské federace
  - Alfried Längle, rakouský psychoterapeut, klinický psycholog a praktický lékař
- 1952 – Maria Schneiderová, francouzská herečka († 3. února 2011)
- 1953 – Annemarie Moserová-Pröllová, rakouská lyžařka
- 1955 – Mariano Rajoy, předseda vlády Španělska
- 1956
  - Michael J. Harney, americký herec
  - Thomas Wassberg, švédský běžec na lyžích, čtyřnásobný olympijský vítěz
- 1960 – Štefan Skrúcaný, slovenský herec, moderátor a humorista
- 1961 – Tony Rominger, švýcarský silniční cyklista
- 1962 – Kevin J. Anderson, americký spisovatel sci-fi
- 1963
  - Quentin Tarantino, americký filmový režisér, scenárista a herec
  - Xuxa, Brazilská modelka, zpěvačka a herečka
- 1966 – Peter Marcin, slovenský herec, humorista, moderátor a zpěvák
- 1968 – Irina Bělovová, ruská atletka, vícebojařka
- 1969
  - Mariah Carey, americká zpěvačka
  - Pauley Perrette, americká herečka, fotografka, básnířka a spisovatelka
- 1970
  - Elizabeth Mitchell, americká herečka
  - Leila Pahlaví, íránská princezna († 10. června 2001)

- 1971
  - David Coulthard, skotský automobilový závodník
  - Nathan Fillion, kanadský filmový herec
- 1975
  - Fergie, americká zpěvačka
  - Richard James, velšský hudebník
- 1979 – Zoltán Bátovský, slovenský hokejista († 8. srpna 2001)
- 1981 – Cacau, německý fotbalista
- 1985 – Naděžda Skardinová, běloruská biatlonistka
- 1986 – Manuel Neuer, německý fotbalový brankář
- 1987 – Polina Gagarinová, ruská zpěvačka
- 1988
  - Jessie J, britská zpěvačka a textařka
  - Brenda Song, americká modelka, tanečnice, herečka a zpěvačka
- 1990 – Kimbra, novozélandská zpěvačka
- 1992 – Marc Muniesa, španělský fotbalista
- 1998 – Mack Hansen, irský ragbista

## Úmrtí

### Česko

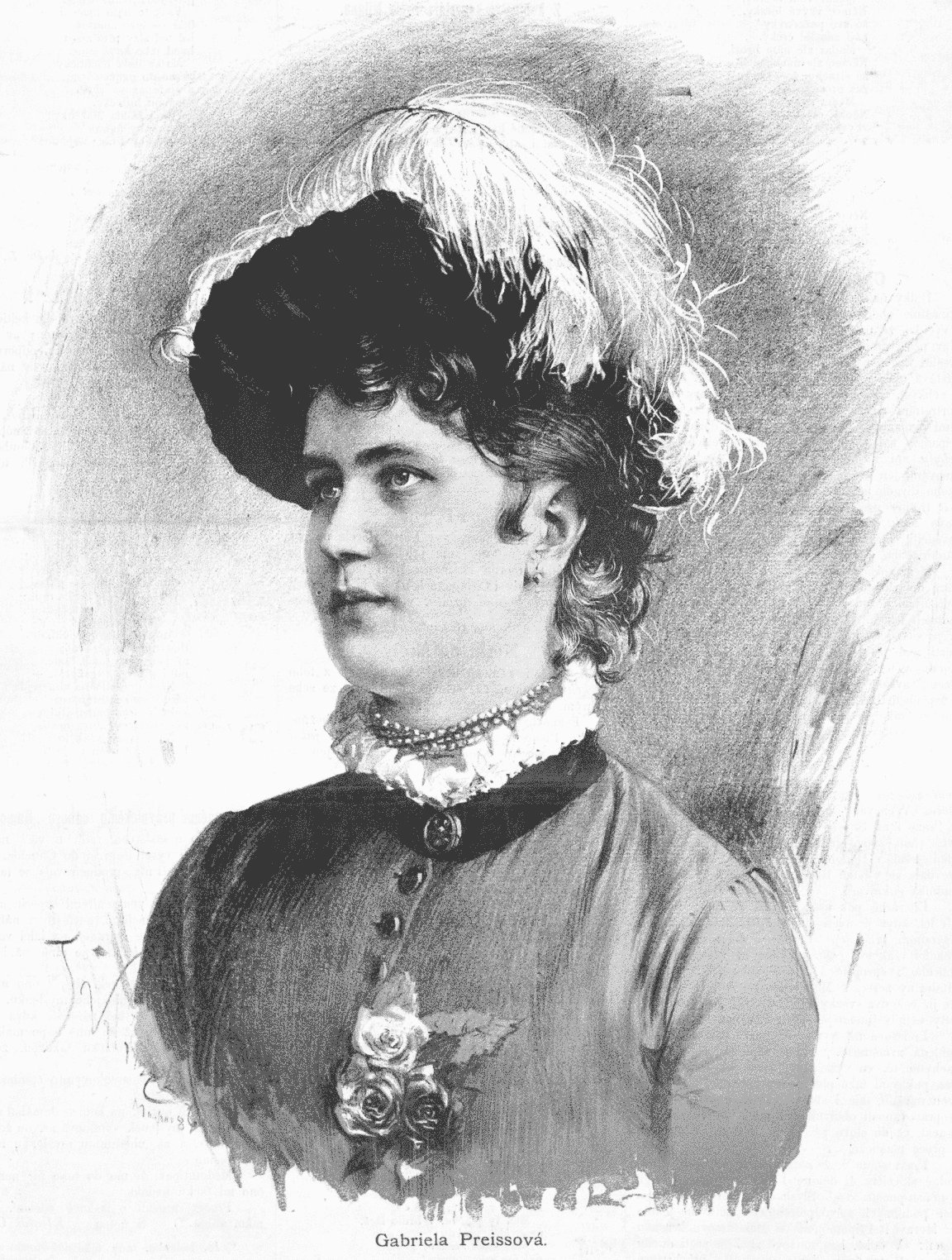
Gabriela Preissová († 1946)

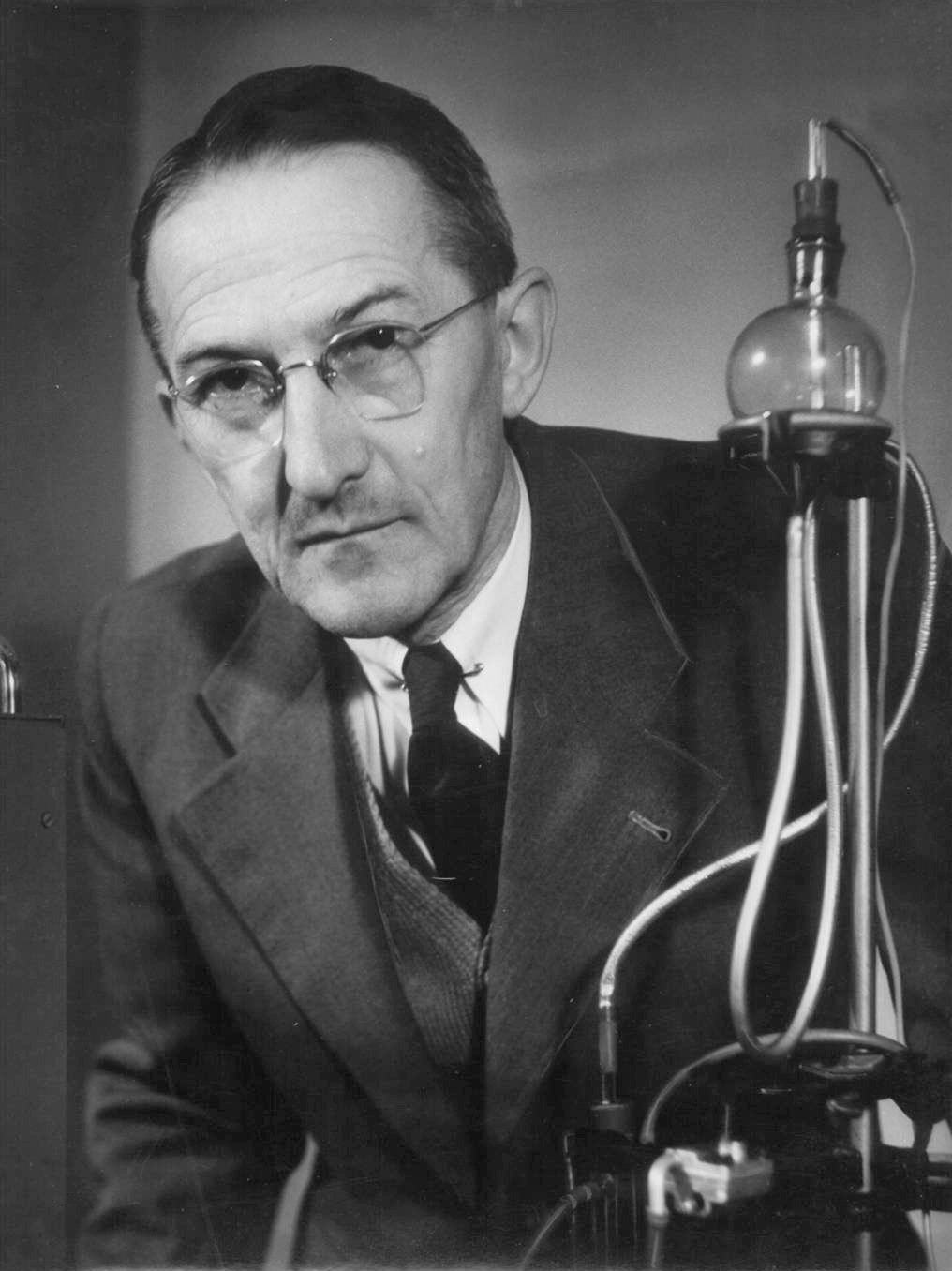
Jaroslav Heyrovský († 1967)

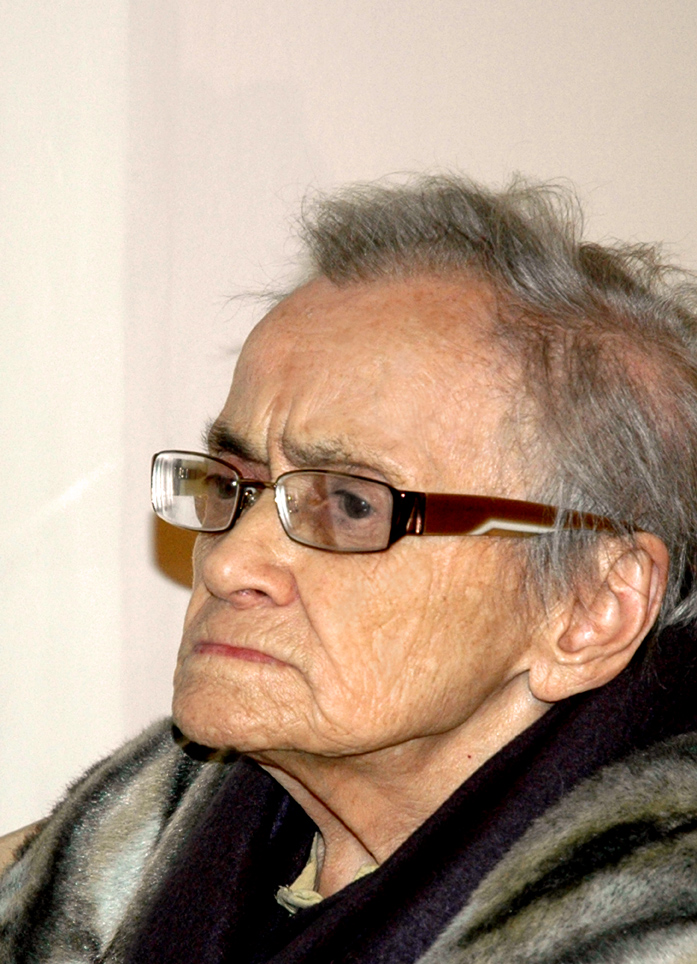
Jitka Válová († 2011)

- 1757 – Jan Václav Stamic, skladatel a houslista (* 19. června 1717)
- 1769 – Josef Antonín Gurecký, hudební skladatel a houslista (* 1. března 1709)
- 1832 – Tomáš Josef Povondra, teolog (* 25. ledna 1786)
- 1867 – Heřman Přerhof, recitátor a organizátor kulturního života (* 1. června 1831)
- 1883 – Václav Vilém Trnobranský, básník a spisovatel (* 3. listopadu 1819)
- 1885 – Bedřich Schwarzenberg, arcibiskup v Salcburku a v Praze (* 6. dubna 1809)
- 1895 – František Pošepný, geolog (* 30. března 1836)
- 1902 – Jaroslav Prager, lékař, herec, autor textů k písním (* 13. dubna 1863)
- 1903 – Marie Dostalová, česká malířka (* 15. července 1877)
- 1916 – August Wieser, brněnský starosta (* 17. května 1847)
- 1937
  - Josef Vraný, novinář a politik (* 9. května 1874)
  - Kajetán Tichý, kantor a hudební skladatel (* 23. února 1859)
- 1945 – František Hasa, strojní inženýr, rektor ČVUT (* 4. února 1863)
- 1946
  - Zorka Janů, herečka (* 9. července 1921)
  - Gabriela Preissová, spisovatelka (* 23. března 1862)
- 1947 – Jan Rozkošný, národohospodář a politik (* 19. října 1855)
- 1953 – Antonín Profous, odborník na toponomastiku (* 2. ledna 1878)
- 1958 – František Sekanina, básník (* 14. února 1875)
- 1959 – Jindřich Kamenický, ministr protektorátní vlády (* 17. listopadu 1879)
- 1961 – Věra Jičínská, malířka (* 3. července 1898)
- 1966 – Jan Čarek, český spisovatel (* 29. prosince 1898)
- 1967
  - Richard Tesařík, generálmajor, Hrdina Sovětského svazu (* 3. prosince 1915)
  - Jaroslav Heyrovský, český chemik, nositel Nobelovy ceny za chemii z roku 1959 (* 20. prosince 1890)
- 1969 – Karel Josef Beneš, český spisovatel (* 21. února 1896)
- 1975 – Jaroslav Krčál, spisovatel (* 21. prosince 1901)
- 1979
  - Sláva E. Nováček, skladatel (* 2. ledna 1911)
  - Vincenc Beneš, český malíř (* 22. ledna 1883)
- 1989 – Vojta Nolč, český malíř, grafik (* 18. března 1912)
- 1990
  - Václav Bubník, hokejový reprezentant (* 1. ledna 1926)
  - František Kopečný, bohemista a slavista (* 4. října 1909)
- 1997 – Emanuel Macek, bibliograf (* 11. dubna 1924)
- 2004 – Jiří Vackář, vynálezce v oblasti slaboproudé techniky (* 24. ledna 1919)
- 2007
  - Jiří Horčička, rozhlasový režisér (* 27. března 1927)
  - Pavel Frýbort, publicista, prozaik, překladatel a dramatik (* 20. května 1946)
  - Jiřina Jelenská, herečka (* 21. prosince 1942)
- 2010 – Jindřich Bernhard Thebes, opat cisterciáckého kláštera v Oseku (* 4. listopadu 1928)
- 2011 – Jitka Válová, výtvarnice (* 13. prosince 1922)
- 2021 – Petr Kellner, podnikatel (* 20. května 1964)
- 2022 – Jaroslav Falta, motocyklový závodník (* 22. března 1951)

### Svět

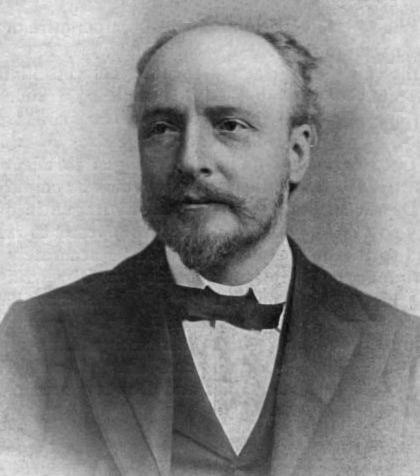
James Dewar († 1923)

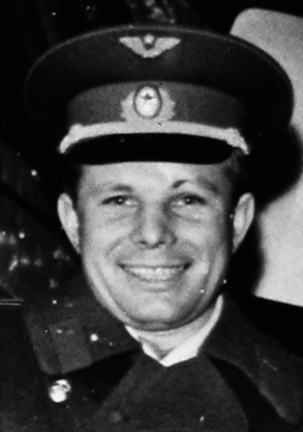
Jurij Gagarin († 1968)

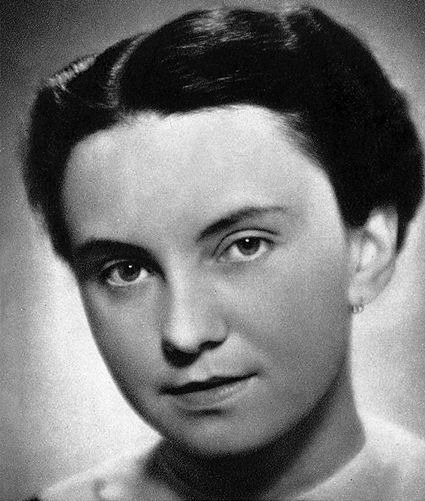
Margita Figuli († 1995)

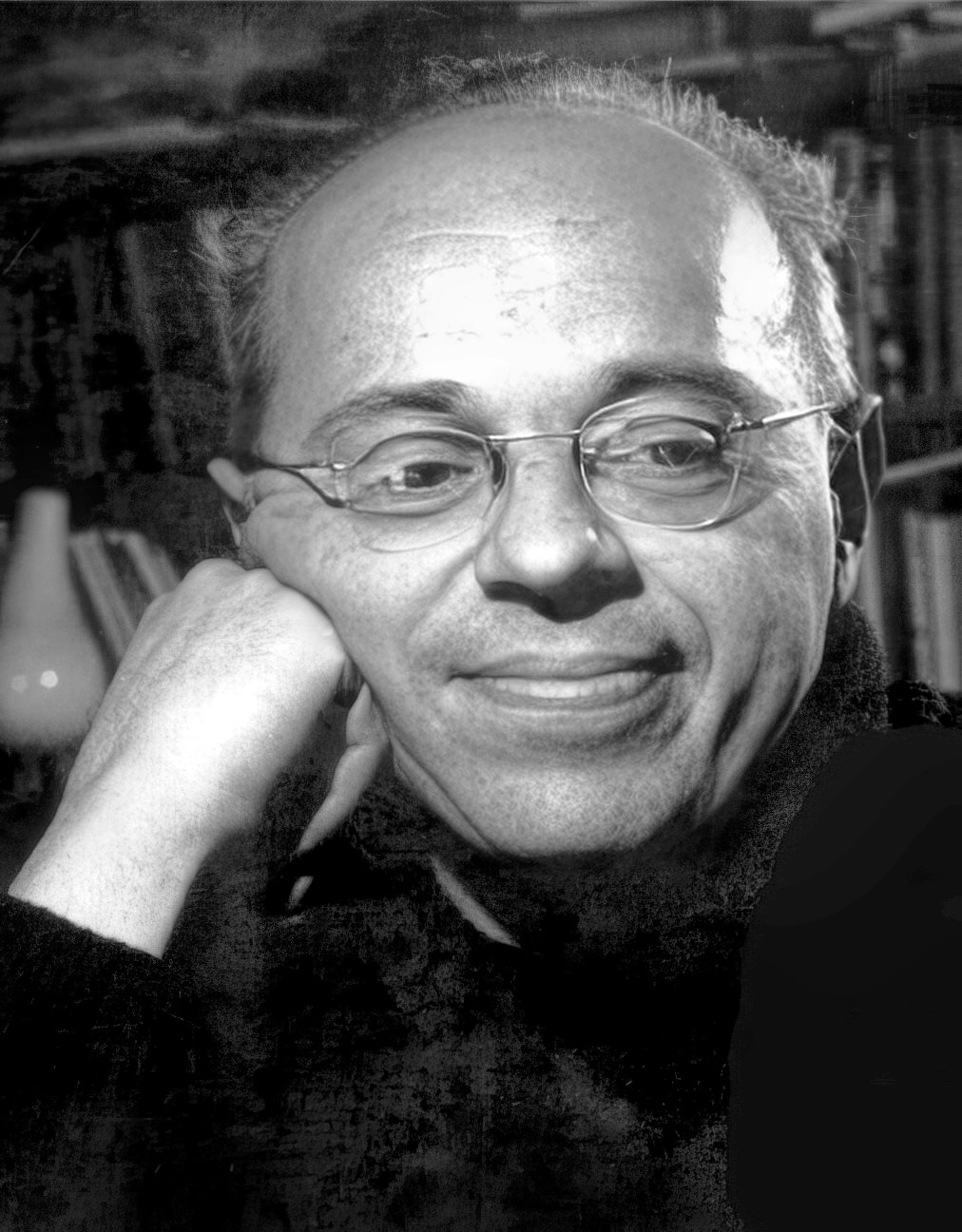
Stanisław Lem († 2006)

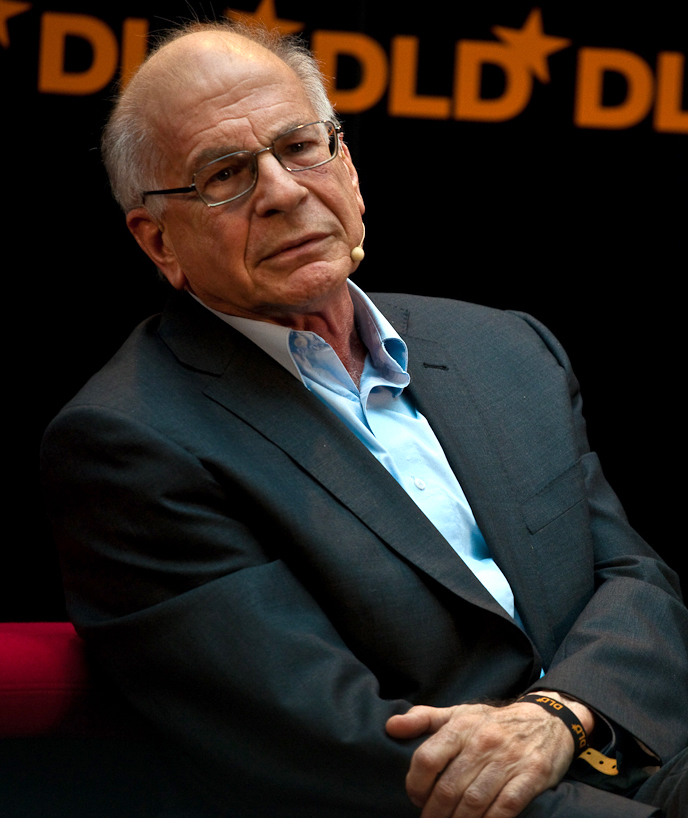
Daniel Kahneman († 2024)

- 0964 – Arnulf I. Flanderský, hrabě flanderský (* 885/90)
- 1221 – Berengarie Portugalská, dánská královna (* asi 1195)
- 1248 – Maud Marshalová, anglo-normanská šlechtična (* 1192)
- 1378 – Řehoř XI., poslední avignonský papež (* 1329)
- 1482 – Marie Burgundská, burgundská, lucemburská a brabantská vévodkyně (* 13. února 1457)
- 1564 – Lütfi Paša, osmanský státník a velkovezír (* cca 1488)
- 1613 – Zikmund Báthory, vévoda sedmihradský (* 1572)
- 1615 – Královna Margot, francouzská princezna, manželka krále Jindřicha IV. (* 14. května 1553)
- 1625 – Jakub I. Stuart, král Anglie, Skotska a Irska (* 19. června 1566)
- 1667 – František Vešeléni, vojenský kapitán Horního Uherska, vůdce protihabsburského spiknutí (* ? 1605)
- 1714 – Šarlota Amálie Hesensko-Kasselská, norská a dánská královna, manželka krále Kristiána V. (* 27. dubna 1650)
- 1729 – Leopold Josef Lotrinský, vévoda lotrinský (* 11. září 1679)
- 1735 – Ján Baltazár Magin, slovenský básník a historik (* 6. ledna 1681)
- 1770 – Giovanni Battista Tiepolo, italský pozdně barokní malíř (* 5. března 1696)
- 1809 – Joseph Maria Vien, francouzský malíř (* 18. června 1716)
- 1824 – Louis-Marie de La Révellière-Lépeaux, francouzský revoluční politik (* 24. srpna 1753)
- 1850 – Wilhelm Beer, německý bankéř a astronom (* 4. ledna 1797)
- 1879 – Hércules Florence, francouzský malíř a vynálezce (* 29. února 1804)
- 1882 – Jørgen Engebretsen Moe, norský folklorista, biskup a básník (* 22. dubna 1813)
- 1884 – Leopold, vévoda z Albany, syn britské královny Viktorie (* 7. dubna 1853)
- 1887 – Koloman Banšell, slovenský básník a literární teoretik (* 26. srpna 1850)
- 1900 – Florian Ziemiałkowski, předlitavský politik polského původu (* 28. prosince 1817)
- 1909 – Theodor Haase, evangelický duchovní a liberální politik (* 14. července 1834)
- 1918
  - Martin Sheridan, americký trojnásobný olympijský vítěz v hodu diskem (* 28. března 1881)
  - Henry Adams, americký spisovatel a historik (* 16. února 1838)
- 1923 – Sir James Dewar, skotský chemik a fyzik (* 20. září 1842)
- 1927 – William Healey Dall, americký přírodovědec (* 21. srpna 1845)
- 1933 – Matylda Saská, saská princezna (* 19. března 1863)
- 1934 – Musa al-Husajni, palestinský politik a starosta Jeruzaléma (* 1853)
- 1938
  - Friedrich Leo von Rottenberger, rakouský zahradník a zahradní architekt (* 3. září 1872)
  - William Stern, americký psycholog a filozof (* 29. dubna 1871)
- 1942 – Julio González, španělský malíř a sochař (* 21. září 1876)
- 1956 – Giuseppe Merosi, italský automobilový konstruktér (* 8. prosince 1872)
- 1960 – Gregorio Marañón, španělský lékař, psycholog, přírodovědec, historik a spisovatel (* 19. května 1887)
- 1961
  - Paul Landowski, francouzský sochař (* 4. června 1875)
  - Moše Novomejskij, sionistický aktivista a průmyslník (* 25. listopadu 1873)
- 1967 – Malcolm Arbuthnot, anglický fotograf a malíř (* 1877)
- 1968 – Jurij Gagarin, první sovětský a světový kosmonaut (* 9. března 1934)
- 1972 – M. C. Escher, nizozemský výtvarník (* 17. června 1898)
- 1973 – Timo K. Mukka, finsko-laponský spisovatel a malíř (* 17. prosince 1944)
- 1978 – Sverre Farstad, norský rychlobruslař, olympijský vítěz (* 8. února 1920)
- 1981 – Mao Tun, čínský spisovatel, ministr kultury (* 4. července 1896)
- 1987 – Stane Kavčič, slovinský politik (* 30. října 1919)
- 1992 – James E. Webb, ředitel NASA (* 7. října 1906)
- 1993
  - Kamál Hasan Alí, premiér Egypta (* 18. září 1921)
  - Clifford Jordan, americký saxofonista (* 2. září 1931)
- 1995
  - Margita Figuli, slovenská spisovatelka (* 2. října 1909)
  - Maurizio Gucci, italský podnikatel a vnuk zakladatele značky Gucci (* 26. září 1948)
- 1998
  - Maciej Słomczyński, polský spisovatel, překladatel a scenárista (* 10. dubna 1920)
  - David McClelland, americký psycholog (* 20. května 1917)
- 2000 – Ian Dury, anglický rock and rollový zpěvák (* 12. květen 1942)
- 2002 – Billy Wilder, americký filmový scenárista a režisér (* 22. června 1906)
- 2004
  - Pavol Haspra, slovenský režisér (* 8. prosince 1929)
  - Alex Randolph, americký tvůrce stolních her (* 4. května 1922)
- 2005 – Antonio Téllez Solá, španělský anarchista, novinář a historik (* 18. ledna 1921)
- 2006
  - Stanisław Lem, polský spisovatel (* 12. září 1921)
  - Rudolf Vrba, slovenský profesor farmakologie, uprchlík z koncentračního tábora (* 11. září 1924)
- 2007 – Faustino Oramas, kubánský zpěvák (* 4. června 1911)
- 2010 – Vasilij Smyslov, ruský sovětský šachista, sedmý mistr světa v šachu (* 24. března 1921)
- 2012 – Adrienne Richová, americká básnířka a feministická aktivistka (* 16. května 1929)
- 2013 – Hjalmar Andersen, norský rychlobruslař (* 12. března 1923)
- 2015 – Martin Porubjak, slovenský dramatik, scenárista, překladatel, režisér a politik (* 18. května 1944)
- 2018 – Stéphane Audranová, francouzská herečka (* 8. listopadu 1932)
- 2019 – Valerij Bykovskij, sovětský kosmonaut (* 2. srpna 1934)
- 2022
  - Titus Buberník, slovenský fotbalista, československý reprezentant (* 12. října 1933)
  - Alexandra Zabelinová, ruská sportovní šermířka (* 11. března 1937)
- 2024 – Daniel Kahneman, izraelsko-americký psycholog a ekonom, nositel Nobelovy ceny (* 5. března 1934)

## Svátky

### Česko
- Dita
- Robert
- Malvína

### Svět
- Mezinárodní den divadla od roku 1962
- Barma: Den odporu
- Myanmar: Den ozbrojených sil
- Slovensko: Alena

### Liturgický kalendář
- Sv. Rupert
- Jan Egyptský

| 27. březen v pražském KlementinuÚdaje jsou platné k 8. 7. 2025. | 27. březen v pražském KlementinuÚdaje jsou platné k 8. 7. 2025. | 27. březen v pražském KlementinuÚdaje jsou platné k 8. 7. 2025. |
| minimum                                                         | denní průměr                                                    | maximum                                                         |
| --------------------------------------------------------------- | --------------------------------------------------------------- | --------------------------------------------------------------- |
| −8,8 °C (1853)                                                  | 7,7 °C (od 1961)                                                | 20,8 °C (2006)                                                  |